# Lionel Walter Rothschild, 2. barun Rothschild
Lionel Walter Rothschild (London, 8. siječnja 1868. – Tring, 27. kolovoza 1937.), britanski barun,  bankar, političar, zoolog; potomak bogate židovske bankarske obitelji Rothschild. Bio je istaknuti cionist te se zalagao za stvaranje židovske države u Palestini. Predsjedao je Odborom predstavnika britanskih Židova 1925. – 1926. godine.
Rodio se u britanskom ogransku dinastije Rothschilda, u obitelji Nathana Mayera, prvog baruna Rothschilda i Emme Louise von Rothschild, izdanice njemačke loze Rothschilda. Iako je bio stariji sin kojemu je bio namijenjen bankarski posao, razočarao je oca i posvetio se prirodoslovlju. Godine 1889. otac mu je dao nešto zemlje u Tringu za dvadeset i prvi rođendan, što je bio temelj za izgradnju Zoološkog muzeja koji je bio otvoren 1892. godine, i u kojem je Lionel Walter stavio svoju veliku prirodoslovnu kolekciju i knjige. Godine 1894. pokrenuo je znanstveni časopis Novitates Zoologicae. Muzej je oporučno ostavio Prirodoslovnom muzeju iz Londona.
Nije se nikada ženio, ali je imao ljubavne avanture, a iz jedne od njih dobio je izvanbračnu kćerku. Njegov naslov baruna Rothschilda naslijedio je nećak Victor Rothschild.